# Le signorine Vickers
Le signorine Vickers (The Misses Vickers) è un dipinto a olio su tela di John Singer Sargent. L'opera raffigura tre giovani della famiglia Vickers nella loro villa a Bolsover Hill ed è conservata al museo di Sheffield, in Inghilterra.

## Storia
Le signorine Vickers, dipinto nel 1884 da John Singer Sargent, è il ritratto di tre sorelle, Florence Evelyn Vickers, Mabel Frances Vickers, e Clara Mildred Vickers. Il ritratto fu commissionato dal loro padre, il colonnello Thomas Vickers, un industriale molto ricco. Sargent ricevette l'incarico di dipingere le sorelle Vickers appena prima di esporre nel 1884 il Ritratto di Madame X, un dipinto che si scontrò con la controversia e l'accoglienza negativa dei critici e del pubblico generale, i quali ritenevano che il quadro fosse troppo indiscreto ed erotico. Anche se Sargent lasciò subito Parigi a seguito delle critiche negative sul suo ritratto di Madame Gautreau e temette di perdere le commissioni di coloro che gli avevano già commissionato dei ritratti, il colonnello Vickers non ritirò la propria richiesta. 
A luglio, Sargent viaggiò nella proprietà dei Vickers a Sheffield per iniziare il ritratto. Dopo il completamento del ritratto delle sue figlie, il colonnello Vickers commissionò dei ritratti di sua moglie e dei suoi figli maschi, e alla fine Sargent fu incaricato di dipingere i ritratti di tredici membri della famiglia allargata dei Vickers. Oltre a essere il loro ritrattista, Sargent conosceva i Vickers a livello personale, e divenne un ospite abituale alle cene e alle feste di famiglia perché, come gli impressionisti, invece di farli posare nello studio preferiva catturare i suoi effigiati nelle loro case e nei momenti di ozio.
Una volta terminata, l'opera Le signorine Vickers fu esposta per la prima volta al Salone del 1885 assieme al ritratto della signora Albert Vickers, completato da Sargent nel giugno del 1884. In seguito, nel 1886, Sargent espose Le signorine Vickers assieme al Ritratto della signora Albert Vickers e al Ritratto della signora Robert Harrison all'accademia reale. Nonostante il ritratto piacesse al colonnello Vickers, i critici d'arte al Salone del 1885 lo sorvolarono. L'opinione generale fu tuttavia meno entusiasta, però un critico anonimo del The Spectator ritenne che il ritratto era "a suo modo forse il più intelligente della mostra. È il nec plus ultra della pittura francese, o meglio, del metodo francese tale come lo apprese uno straniero."

## Descrizione
Le signorine Vickers raccontano una storia attraverso l'uso delle pennellate delicate e dei contrasti sfacciati di Sargent. Le tre figure sono tutte sedute in primo piano, due su un sofà e l'altra leggermente dietro di loro, seduta su una sedia. Le due sorelle sul sofà sono occupate a leggere un libro, all'apparenza ignare di Sargent o dello spettatore, mentre la terza sorella, benché sia di spalle rispetto allo spettatore, guarda direttamente fuori dal dipinto. Sargent fa sì che le sorelle siano messe in evidenza rispetto al fondo scuro, e la loro posizione è equilibrata e naturale. Guardando queste figure si ha la sensazione di aver appena varcato la porta del salotto, ritrovandosi davanti questa scena squisitamente straordinaria.
Fissando lo sguardo della terza sorella verso l'esterno, Sargent crea una connessione con lo spettatore, e così come le tre figure sono sedute, e non in piedi, le si possono osservarle anziché guardarle e basta, come è solito accadere nei ritratti delle aristocratiche del ventesimo secolo. Queste sorelle sembrano ordinarie e della classe media. La loro ricchezza non richiama l'attenzione, viene catturata in seguito, dopo aver apprezzato la loro umiltà e l'intelletto. Molti dipinti del ventesimo secolo raffigurano le signore semplicemente come delle bellezze da ammirare, mentre Sargent concede una profondità e un'individualità a ognuna delle sorelle. Certo, sono belle, però hanno anche dei pensieri profondi e intellettuali.

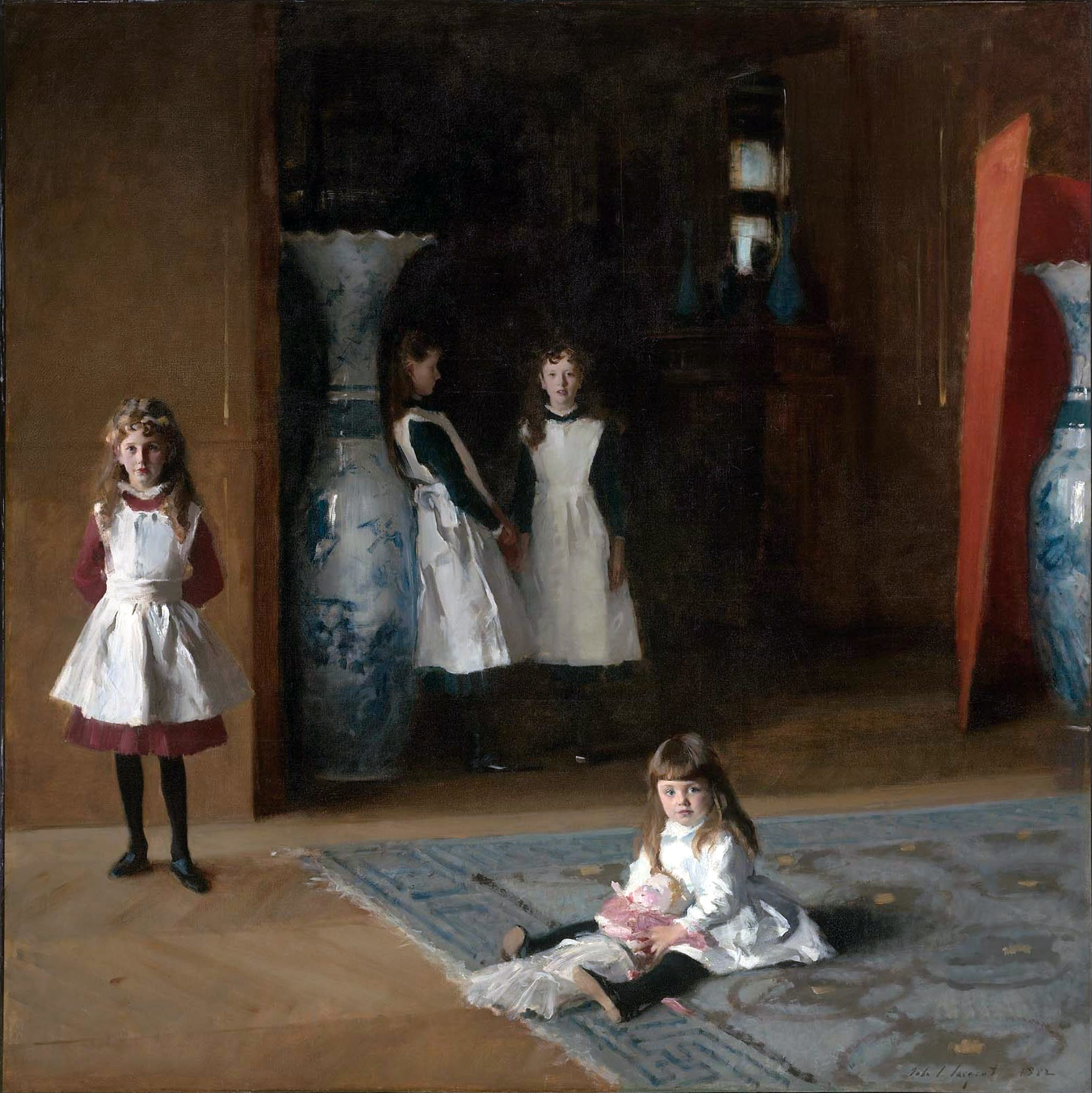
John Singer Sargent, Le figlie di Edward Darley Boit, 1882

Sargent era un ammiratore della confraternita preraffaellita, un movimento artistico fondato da Dante Gabriel Rossetti nel 1848. I ritratti femminili di Rossetti funsero da ispirazione estetica per Sargent. È stato notato come Le signorine Vickers sia molto simile a Le figlie di Edward Darley Boit, un altro ritratto di gruppo dipinto da Sargent nel 1882. Ci sono anche delle somiglianze con  Hearts are Trumps, un altro ritratto di un gruppo di sorelle, le signorine Armstrong, dipinto da sir John Everett Millais nel 1872.

## Accoglienza
The Times del 22 maggio del 1886 recensì il dipinto con le parole seguenti: